# Tap
《TAP》프로젝트는 Think(생각하고) Action(실행하면) Possible(가능해진다)의 첫글자를 조합하여 만들었다.
대한민국 국민 뿐만 아니라 전 세계 인이 참여 할 수 있는 프로젝트로서, 광주MBC 창사 50주년을 맞아 광주 전남에 희망을 줄 수 있는 인물 100인을 지역민들이 직접 추천하고 직접 뽑아, 이들을 매개로 희망이 살아 숨쉬는 공동체를 만들어가는 프로젝트이다.

## 주관
- 광주MBC

## 후원
- 서영대학교
- 완도해조류스파랜드
- 전남대학교
- (주)위치스